# Szürke zuzmószövő
A szürke zuzmószövő (Eilema griseola) a kvadrifid bagolylepkefélék családjába tartozó, Eurázsiában honos lepkefaj. 

## Megjelenése
A szürke zuzmószövő szárnyfesztávolsága 29-36 mm. Feje sárga, válltakarói, gallérja és az ajaktapogati sárgásszürkék, a csáp és a lábak szürkék. A potrohon erős a sárgás szőrzet, farpamacsa kicsi. Az elülső szárny csúcsa kissé kihegyesedő, alapszíne szürke, finom, csillogó halványsárga behintéssel. Az elülső szegély mentén a tőtől folyamatosan keskenyedő, elmosódó határú vajsárga sáv húzódik. Rojtja szürke. A hátulsó szárny szintén szürke, tövén és közepén változó erősségű fakósárga behintéssel; rojtja sárgás. Az elülső szárny fonákja erősebben sötétszürke, szegélye világosabb. A hátulsó szárny sárgásszürke, csak a szárnytő világosabb kissé.
Változékonysága nem számottevő. 
Petéje kerekded, halványsárgás színű.
Hernyója fekete, hátán két narancssárga pontsorral. Szemölcsei barnák, ezekből barna szőrcsomók nőnek. Bábja zömök, vörösbarna.

### Hasonló fajok
A lapos zuzmószövő hasonlít hozzá.

## Elterjedése
Eurázsiában honos, Észak-Spanyolországtól Japánig. Skandináviából és a dél-mediterrán térségből hiányzik. Magyarországon országszerte megtalálható. 

## Életmódja
Ártéri erdők, láperdők, általában nedves, síkvidéki lombos vagy vegyes erdők lakója.  
Évente két nemzedéke nő fel, imágóival április-júniusban és július-augusztusban lehet találkozni. Hernyója a fatörzseken, köveken megtelepedett zuzmókkal, mohákkal, elhalt növényi anyagokkal táplálkozik. Hernyóként telel át, majd a következő év tavaszán zuzmódarabokkal is erősített sűrű szövedékben bebábozódik. 

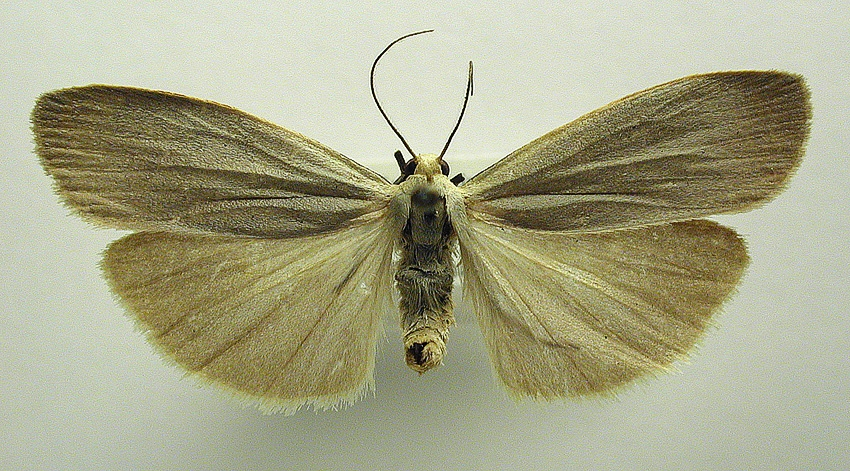
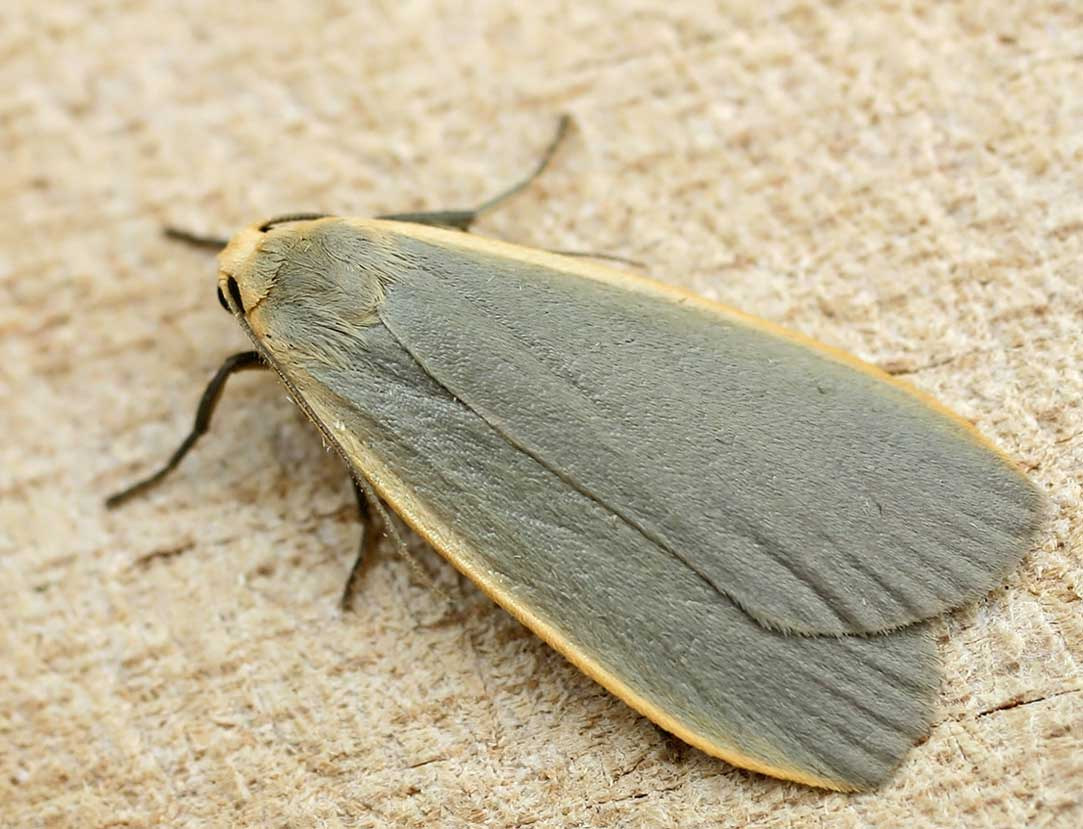
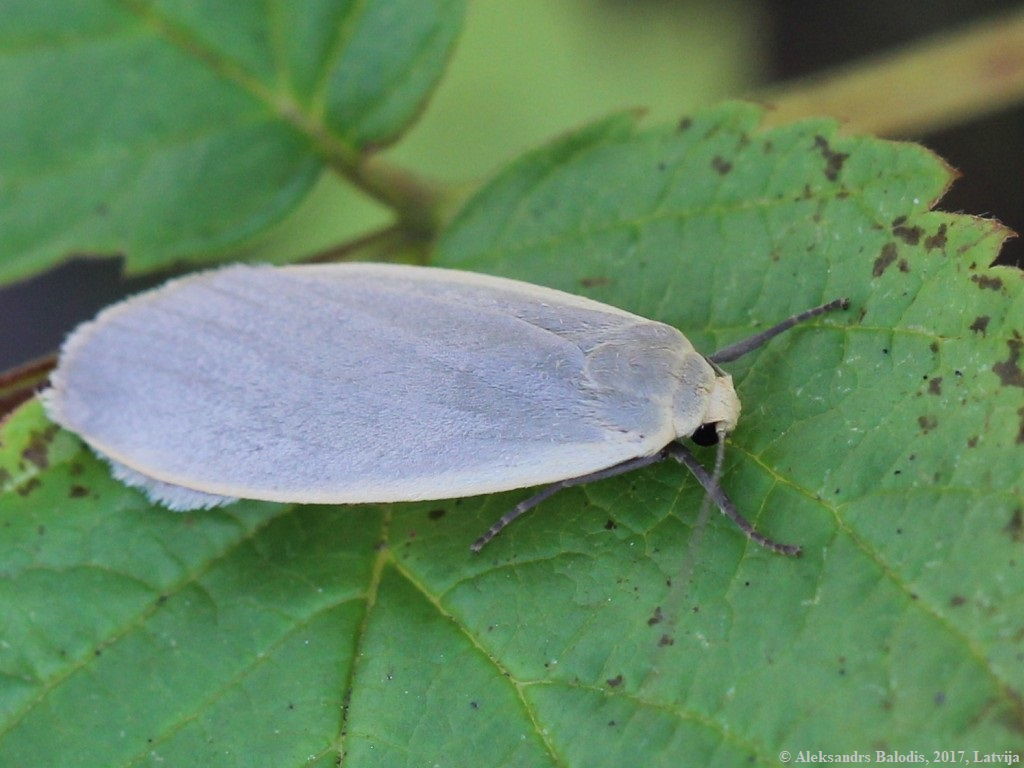
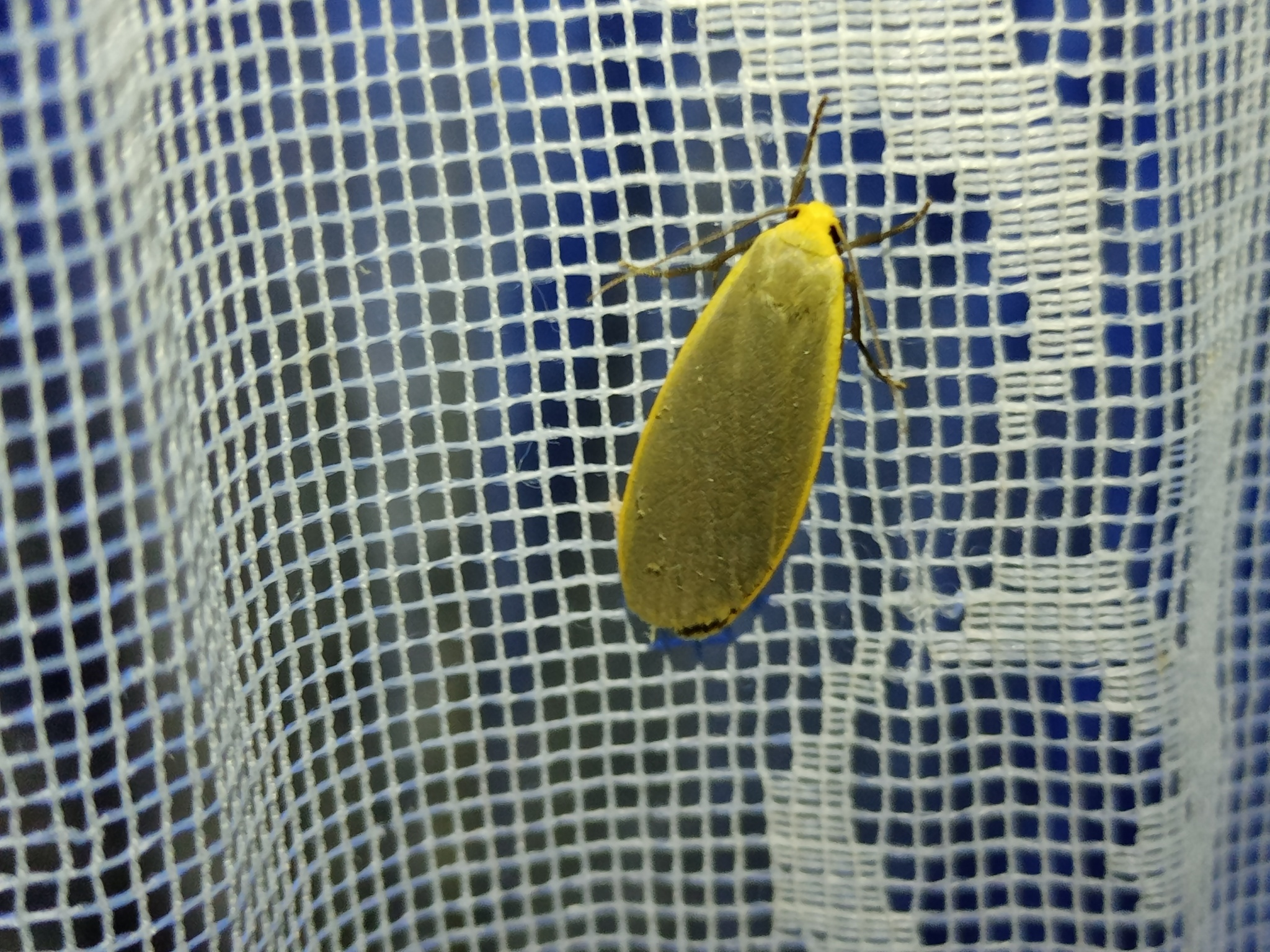
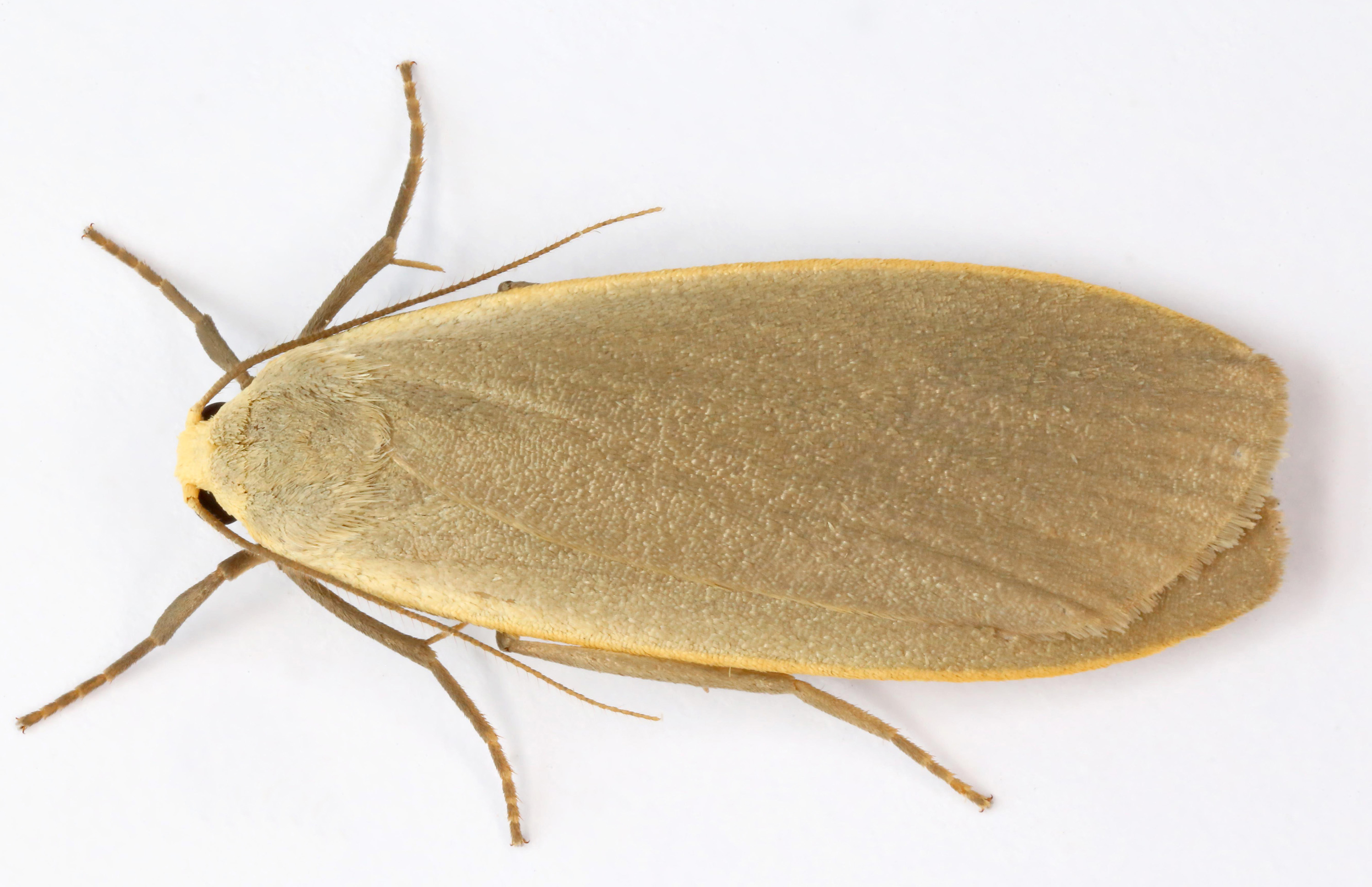

Magyarországon nem védett. 